# ギャグ満点
『ギャグ満点』（ギャグまんてん）は、1989年4月から1990年3月まで、月曜日25時00分〜25時30分にTBSで放送されていた公開バラエティ番組である。
後に2、3と続くが、タイトル以外に番組内容やキャストの関連性はない。
正式タイトルは『危険なRevue ギャグ満点』。

## 主なレギュラー

### ギャグ満点1
- ウッチャンナンチャン（内村光良・南原清隆）
- B21スペシャル（ヒロミ・デビット伊東・ミスターちん）
- チャイルズ（きりこ・りん・ゆうこ）
- マリア茉莉（エンディングVTRのみ）

### ギャグ満点2以降
- 関根勤
- ルー大柴
- ラッキィ池田
- 山中伊知郎
- 長峰由紀（TBSアナウンサー）

## 概要
お笑い第三世代の人気を受けて始まった公開番組。前任番組に当たる『お笑いベストヒット』と同じく、日比谷シャンテ内のTBSスタジオ（現在は映画館「TOHOシネマズシャンテ」スクリーン3に改装された）にて収録されていた。
オープニングではメンバー全員で季節や話題に沿った曲に乗り踊りながら登場、エンディングではミスターちんとマリア茉莉が踊っているなど、正式タイトル通りエンタテイメント性も探っていたようであった。
内容は公開形式のショートコント集。出演者の一人がタイトルを言い、他の出演者でコントが進行する。他のウッチャンナンチャン番組と同様に、キャラクターが固定してシリーズ化した物もある。その中のコントでレイザーラモンHGを先取りしたようなハードゲイキャラクターをデビット伊東が演じている物があり、人気を博す。決め台詞は「Hey！Men」。
後半は、出演者のフリートーク。その中でヒロミがデビット伊東より帰り車の中で「内村、シメましょうか？」といった話を持ちかけられたことがあると暴露した。どうやら、コントのやりとりでデビット側に不満があった模様である。このコーナーの進行は主に内村が行っていた。
以降の番組は、「ギャグ満点2 注目座!」（出演：風見慎吾、モロ師岡ほか）「ギャグ満点3 きてれつ・オン・ステージ」（出演：関根勤ほか）「ギャグ満点 おさるの頭をかいてやる」（1991年4月～9月23日、出演：関根勤、長峰由紀アナウンサー、小倉久寛、ルー大柴、ラッキィ池田、山中伊知郎）が放送された。
2と3は、TBSホールにて公開収録を行っていた。
全シリーズ通しての番組プロデューサーは『風雲たけし城』で知名度のあった桂邦彦が務めた。

## エピソード
収録終わりで内村とヒロミは一緒にファミリーレストランに出かけることが多かったよう。このことを二人は「デート」と呼んでいた。
内村が、小坂明子の『あなた』の歌に合わせて踊る場面はチャップリン的な肉体派ギャグの片鱗をのぞかせる。

## スタッフ
- プロデューサー：桂邦彦、木村廣志
- 構成：大岩賞介
- 音楽：門司肇
- 振付：小川こういち
- 技術：椙浦昌明(正明)、八木寿郎 ほか
- 映像(カメラ)：笠上大一 ほか
- カラー調整(VE)：大沢浩一 ほか
- 照明：高橋彰夫 ほか
- 音声：下村芳明 ほか
- 美術デザイン：金子俊彦
- 美術制作：河瀬洋男
- 美術進行：小美野淳一
- 音響：小作正明
- 編集：佐野勝秋、宮原茂太、松尾茂樹 ほか
- 技術協力：東通、千代田ビデオ
- 美術協力：アックス
- 演出：木村廣志
- 製作著作：TBS